# アニース・パーカー
アニース・ダネート・パーカー（英語：Annise Danette Parker、1956年5月17日 - ）は、アメリカ合衆国の政治家。第61代ヒューストン市長を務めた。
同性愛者であることをカミングアウトしており、ヒューストンで初めての同性愛者の女性市長として知られる。

## 経歴
1956年5月17日にテキサス州ヒューストンの近郊で誕生し、そこで子供時代を過ごした。1971年に赤十字で働いていた父親の転勤に伴ってドイツに移住し、マンハイムで2年間を過ごす。彼女はライス大学に学び、1978年に卒業した。その後20年以上に渡り石油・ガス企業で働く。1997年以来ヒューストンの市議会議員で、1999年と2001年に再選されている。2003年から市の会計検査官を勤め、このポストについても2度再任されている。

### ヒューストン市長
2009年11月の市長選挙で最多の得票数を獲得したが、過半数に到達することができなかった。12月に決選投票が行われ、53パーセントの得票を得て対立候補のジーン・ロックに勝利した。2010年1月にビル・ホワイトの後任として市長に就任し、2011年と2013年の市長選挙で再選された。ヒューストン・ホロコースト博物館とヒューストン動物園の運営委員を兼務した。

### 家族
1990年以降パーカーはパートナーのキャシー・ハバートと2人の養子と生活を共にしていることを公表している。